# امانوئل لوتز
امانوئل لوتز (آلمانی: Emanuel Leutze; ۲۴ مهٔ ۱۸۱۶ – ۱۸ ژوئیهٔ ۱۸۶۸) نقاش آلمانی-آمریکایی وابسته به مکتب نقاشی دوسلدورف بود که در آثارش موضوعات تاریخی را به‌تصویر می‌کشید.
مهمترین اثرش عبور ژنرال واشینگتن از رود دلاویر نام دارد.